# (7744) 1986 QA1
(7744) 1986 QA1 là một tiểu hành tinh vành đai chính. Nó được phát hiện bởi Henri Debehogne ở Đài thiên văn La Silla ở Chile ngày 26 tháng 8 năm 1986.